# Hodent
Hodent is een gemeente in het Franse departement Val-d'Oise (regio Île-de-France) en telt 267 inwoners (1999). De plaats maakt deel uit van het arrondissement Pontoise.

## Geografie
De oppervlakte van Hodent bedraagt 4,4 km², de bevolkingsdichtheid is 60,7 inwoners per km².
De onderstaande kaart toont de ligging van Hodent met de belangrijkste infrastructuur en aangrenzende gemeenten.

## Demografie
Onderstaande figuur toont het verloop van het inwonertal (bron: INSEE-tellingen).